# Amoucha
Amoucha là một đô thị thuộc tỉnh Sétif, Algérie. Dân số thời điểm năm 2002 là 19.714 người.